# چار انجیر
چار انجیر یک منطقه مسکونی در افغانستان است که در نزدیکی
لشکرگاه و در ولایت هلمند واقع شده است.